# The Borgias (2011)
The Borgias is een historische televisieserie van Showtime uit 2011 gemaakt door Neil Jordan. De serie speelt zich af in en rond de Pauselijke Staat tussen het einde van de 15e en het begin van de 16e eeuw, in de vroege renaissance, en volgt de Spaans-Italiaanse familie Borgia, met als centraal figuur Rodrigo Borgia, die in 1492 paus Alexander VI werd. 
Er werden 29 afleveringen over drie seizoenen opgenomen in de Hongaarse Korda studio's. De rol van Rodrigo Borgia wordt vertolkt door Jeremy Irons. Verder zijn er François Arnaud, David Oakes, Holliday Grainger en Aidan Alexander als respectievelijk Cesare, Juan, Lucrezia en Joffre Borgia. Ook zijn er hoofdrollen voor Joanne Whalley als Vannozza dei Cattanei en Lotte Verbeek als Giulia Farnese. Colm Feore en Derek Jacobi spelen de rollen van respectievelijk de kardinalen Della Rovere en Orsini.
Het eerste seizoen startte op 3 april 2011 in de Verenigde Staten. Een tweede seizoen startte begin 2012. Op 5 juni 2013 besliste Showtime om de serie na drie seizoenen stop te zetten en dit omwille van te hoge productiekosten. Het geplande vierde eindseizoen kwam er dus niet. Het plan om de serie af te sluiten met een twee uur durende film werd eveneens opgeborgen.
In Nederland zond Home Box Office de serie sinds februari 2012 uit, en de AVRO sinds 7 juli 2012. In Vlaanderen werd de eerste aflevering uitgezonden op 5 januari 2013 door Één.

## Verhaal
In het begin van de serie sterft paus Innocentius VIII. De familie Borgia staat in deze tijd in hoog aanzien en Rodrigo Borgia heeft kans om paus te worden. Door omkoping met behulp van zijn zoon Cesare wordt Rodrigo Borgia uiteindelijk gekozen tot paus Alexander VI, maar tegen de wil van veel andere kardinalen, onder wie kardinaal Della Rovere. Met behulp van zijn familie probeert paus Alexander zijn vijanden uit te schakelen.
Ondertussen verzint kardinaal Della Rovere een plan om de paus af te zetten. Hij reist door heel Italië en Frankrijk om bondgenoten te zoeken. Hij slaagt erin om koning Karel VIII van Frankrijk over te halen in ruil voor de aanspraak op de troon van Napels, dat bondgenoot is geworden door een huwelijk van Sancha (Sancia) van Aragon met Joffre (Gioffre) Borgia, Cesare's 7 jaar jongere broer. Koning Karel rust een leger uit tegen de Borgia's maar wordt door een list afgehouden van een aanval op de stad Rome. De Sforza's en de pauselijke troepen, aangevoerd door de paus zelf, slagen er nadien nog in de Franse troepen uit het Italiaans schiereiland te verdrijven.
Er blijven evenwel andere vijanden. Della Rovere blijft zoeken naar een manier om de paus om te brengen en werkt nu met dominicanen aan een vergiftigingscomplot. Vanuit Firenze valt Savonarola de paus aan en krijgt volksinstemming met het vreugdevuur van de ijdelheden en Catherina Sforza weigert zich aan de paus te onderwerpen en wordt in haar fort in Forlì door de paus en zijn zonen bestreden.
Savonarola eindigt na een proces op de brandstapel, de zieke Juan wordt door zijn broer Cesare en diens condottiere Micheletto vermoord, en de paus zelf wordt vergiftigd. De paus overleeft evenwel, Della Rovere kan zijn vervolging ontvluchten en een moordpoging van de Sforza's op de paus wordt ook verijdeld. 
Dochter Lucrezia wordt gekoppeld aan de kroonprins van Napels, na een mislukte koppeling aan Calvino Pallavicini, maar uiteindelijk monden de problemen in dit nieuwe huwelijk uit op een moord eerst op haar schoonvader, vervolgens op haar echtgenoot.
Cesare slaagt erin een bondgenootschap in Frankrijk tot stand te brengen. Paus Alexander kan met een kruistocht en een jubileumviering de schatkist van de Pauselijke Staat spijzen en samen met zijn zoon de stad Forli ten val brengen en Caterina Sforza tot hun gevangene maken.

## Rolverdeling

### Hoofdrollen
- Jeremy Irons als Rodrigo Borgia/paus Alexander VI, hoofd van de familie Borgia, eerst kardinaal en later paus.
- François Arnaud als Cesare Borgia, eerste zoon van Rodrigo Borgia en Vannozza dei Cattanei, aartsbisschop van Valencia en later in het verhaal tot kardinaal benoemd.
- Holliday Grainger als Lucrezia Borgia, enige dochter van Rodrigo Borgia en Vannozza dei Cattanei.
- Joanne Whalley als Vannozza dei Cattanei, een maîtresse van Rodrigo. Moeder van de vier kinderen.
- Lotte Verbeek als Giulia Farnese, een maîtresse van Rodrigo.
- David Oakes als Juan Borgia, tweede zoon van Rodrigo Borgia en zijn maîtresse Vannozza dei Cattanei, commandant van het pauselijke leger.
- Sean Harris als Micheletto Corella, een condottiere van Cesare Borgia.
- Aidan Alexander als Joffre Borgia, derde zoon van Rodrigo Borgia en zijn maîtresse Vannozza dei Cattanei.
- Colm Feore als Guiliano della Rovere, kardinaal en aartsvijand van Rodrigo Borgia.

### Andere rollen
- Ronan Vibertals als Giovanni Sforza, lid van de machtige Sforza-familie, hertogen van Milaan, heer van Pesaro en eerste echtgenoot van Lucrezia Borgia.
- Steven Berkoff als Girolamo Savonarola, een invloedrijke priester in Florence die preekt tegen de corruptie van de Kerk.
- Simon McBurney als Johannes Burchard: een geleerde in Rome die gespecialiseerd is in canoniek recht.
- Augustus Prew als Alfons II van Napels: de oudste zoon van koning Ferdinand I van Napels.
- Luke Pasqualino als Paolo: een stalknecht van Giovanni Sforza, is de minnaar van Lucrezia Borgia.
- Derek Jacobi als kardinaal Orsini (fictief karakter): een van de kardinalen die een complot hadden gesmeed tegen paus Alexander VI, hij werd hiervoor vergiftigd door Cesare Borgia.
- Ruta Gedmintas als Ursula Bonadeo/zuster Martha: een minnares van Cesare Borgia die zich later uit schuldgevoel voor de moord op haar man (vermoord door Cesare) terugtrekt in een klooster.
- Elyes Gabel als prins Cem (Djem or Jem): een neef en rivaal van de Ottomaanse sultan die naar het pauselijke hof werd gestuurd.
- Montserrat Lombard als Maria, een meid van Giulia Farnese in het voormalig paleis van kardinaal Orsini.
- Emmanuelle Chriqui als Sancha van Aragon: een buitenechtelijke dochter van Ferdinand I van Napels, trouwt met Gioffre Borgia.
- Vernon Dobtcheff als kardinaal Julius Verscucci (fictief karakter)
- Bosco Hogan als kardinaal Piccolomini
- Gina McKee als Catherina Sforza: nicht van Giovanni Sforza, ze heerst over de steden Forlì en Imola in de Romagna.
- Peter Sullivan als Ascanio Sforza: een machtige kardinaal die door Alexander VI wordt benoemd tot vicekanselier. Hij kreeg deze functie als wederdienst door in het conclaaf op Borgia te stemmen.
- Julian Bleach als Niccolò Machiavelli: een politicus in de Florentijnse Republiek en adviseur van de Medici-familie.
- Ivan Kaye als Ludovico Sforza: hertog van Milaan.
- Ana Ularu als Charlotte D'Albret.
- Michel Muller als koning Karel VIII van Frankrijk.
- David Lowe als de Franse ambassadeur in Rome.
- Sebastian de Souza als Alfonso van Aragon, hertog van Bisceglie en vorst van Salerno